# Ateez
Cette page contient des caractères spéciaux ou non latins. S’ils s’affichent mal (▯, ?, etc.), consultez la page d’aide Unicode.
Ateez (hangeul : 에이티즈, RR : eitijeu, PR : eɪ-tiˈz ; stylisé ATEEZ) est un boys band sud-coréen de K-pop, originaire de Séoul. Formé par KQ Entertainment, il est composé de huit membres : Seonghwa, Hongjoong, Yunho, Yeosang, San, Mingi, Wooyoung et Jongho. Ils débutent le 24 octobre 2018 avec l’album Treasure EP.1: All to Zero.
Le groupe atteint son premier no 1 au Billboard 200 avec son deuxième album studio The World EP.Fin : Will et s'assure plusieurs fois la première place du Billboard Top Albums Sales Chart. Ils sont également le premier groupe musical sud-coréen à avoir trois albums différents classés dans le top 10 du UK Official Albums Chart au cours d'une même année.
Souvent qualifiés de « îdoles » par les médias coréens et surnommés « laders de la Next Generation » par le ministère coréen de la culture, des sports et du tourisme en 2020, Ateez compte plus de sept millions d'albums physiques vendus dans le monde entier. Ils sont notamment récompensés par le Worldwide Fans' Choice aux Mnet Asian Music Awards de 2019, 2020 et 2023 et par des Bonsang Awards (prix principal) à la 4e édition des Fact Music Awards, aux 30e et 31e éditions du Seoul Music Awards. Ils remportent également le prix Grand Honor's Choice (daesang) aux Korea Grand Music Awards de 2024. Le groupe sert également d'ambassadeurs mondiaux officiels pour la culture et le tourisme coréens.
En 2024, Ateez devient le premier groupe de K-pop masculin à se produire au Coachella Festival et le premier groupe de K-pop à être la tête d'affiche du festival de musique Mawazine au Maroc.

## Nom
Avant ses débuts, Ateez est originellement nommé KQ Fellaz en rapport avec le nom de son label, KQ Entertainment, pour indiquer l'agence qui l’a formé. Le groupe est promu sous ce nom avant ses débuts officiels.
Le 3 juillet 2018, le nom du groupe est changé pour Ateez, signifiant « A Teenager Z ».

## Histoire

### Origines et débuts (2018–2019)
Avant de devenir Ateez, ils sont tout d'abord connus comme un groupe de stagiaires sous le nom de KQ Fellaz. Sous ce nom, KQ Entertainment met en ligne une série de vidéos sur YouTube nommée KQ Fellaz 미국 연수기 (KQ Fellaz American Training), montrant les membres en voyage à Los Angeles, en Californie pour s’entraîner. Via l’émission, leur agence présente un neuvième membre, Lee Junyoung. Ensemble, ils composent et créent la chorégraphie d’une chanson, produit par leur leader Hongjoong, et se forment au studio de danse Millennium Dance Complex[source secondaire souhaitée]. Le 26 juin 2018, après la diffusion de cette série sur YouTube, KQ Entertainment annonce le premier reality show de KQ Fellaz, intitulé Code Name is Ateez. L’émission est diffusée pour la première fois le 20 juillet sur Mnet. Le 3 juillet 2018, pour le final de la série, KQ Fellaz révèle le titre From. Après la sortie, KQ Entertainment annonce le départ de Lee Junyoung du groupe.
Le 2 octobre 2018, Ateez publie une photo teaser annonçant la date de leurs débuts. En plus de cela, elle contient la date et l’endroit où se tiendra leur premier showcase : le 24 octobre au YES24 Livehall,,. Le 24 octobre 2018, Ateez sort son premier EP, Treasure EP.1: All to Zero accompagné des clips de Treasure et Pirate King filmés au Maroc,,.
Le 3 janvier 2019, le retour du groupe avec son second mini-album nommé Treasure EP.2: Zero to One est confirmé,. Le 15 janvier, ils sortent leur nouvel EP intitulé Treasure EP.2: Zero to One avec le clip-vidéo de leur chanson phare intitulée Say My Name,. Quelque temps plus tard, Ateez réussit à vendre tous les billets pour leurs dates de concerts aux États-Unis et en Europe. Ceci est une grande première pour un groupe débutant de K-pop,.
Ateez passe pour la première fois en France le 7 avril 2019. Le 12 mai 2019, le groupe confirme un nouveau comeback avec leur troisième mini-album intitulé Treasure EP.3: One to All. Avant la sortie de cet album prévu pour le 10 juin, ils ont demandé aux fans (ATINY) de voter pour choisir quel sera leur titre promotionnel[pertinence contestée].
Le 10 juin 2019, Ateez sort l'album Treasure EP.3: One to All avec pour titre promotionnel Wave. Le 8 octobre 2019, ils font leur retour avec l'album studio Treasure EP.FIN : All to Action, le quatrième de la série Treasure.

### PériodeFeveretKingdom(2020–2021)
Le 6 janvier 2020, le groupe sort leur quatrième EP clôturant la série Treasure. Le clip pour leur titre Answer est mis en ligne le même jour. Ateez devait commencer sa tournée européenne en mars 2020. Les membres devaient s'arrêter dans plusieurs endroits, notamment Amsterdam, Madrid et Moscou, dont les billets avaient déjà été vendus depuis janvier 2020. Cependant, en raison de la pandémie de Covid-19, toutes les dates européennes ont dû être annulées.
Le 8 mai 2020, le service coréen de la culture et de l'information, une filiale du ministère des Sports, de la Culture et du Tourisme, nomme Ateez comme son ambassadeur pour l'année 2020. Dans ce rôle, Ateez fait la promotion de la culture coréenne à l'étranger. Le groupe participe ainsi au challenge « Overcome Together » afin d'encourager les personnes à avoir des habitudes sûres pour éviter d'attraper le COVID-19. Le 30 mai 2020, Ateez organise une rencontre de fans, gratuitement en ligne sur l'application V Live, intitulée « Crescent Party ». 1,4 million de vues ont été enregistrées pendant l'événement en direct. Le 26 juin 2020, dans l'émission spéciale du Music Bank, Ateez interprète leur titre Answer et une reprise de la chanson On de BTS. Le même jour, Ateez participe au festival de K-pop KCON: TACT 2020. Le groupe s'occupe des étapes d'ouverture et de clôture du festival mais organise aussi un fanmeeting en ligne avec ses fans,.
Le 29 juillet 2020, le groupe sort son nouveau mini-album intitulé Zero: Fever Part 1  avec la chanson phare Inception, accompagnée de son clip-vidéo. Le 15 septembre 2020, Zero: Fever part 1 est certifié disque de platine par le Gaon Chart, dépassant les 250 000 exemplaires vendus.
Ateez participe de nouveau à l'émission musicale Immortal Songs: Singing the Legend le 6 février 2021, interprétant la chanson It's Raining du chanteur Rain. Ils remportent le concours, faisant d'eux le seul boys band à avoir obtenu plusieurs victoires dans ce programme. Le même jour, le groupe annonce son comeback le 1er mars avec son sixième mini-album intitulé Zero: Fever Part.2. Leur chanson phare, intitulée Fireworks (I'm The One), sort également ce jour, accompagnée de son clip-vidéo. Le 24 mars 2021, le groupe dévoile son second album studio japonais intitulé Into the A to Z. Depuis mars 2021, Yeosang est l'un des présentateurs de l'émission The Show. Quatre membres — Yunho, Jongho, Seonghwa et San — sont choisis pour intégrer le casting de la série télévisée Imitation, dont la diffusion est prévue en mai 2021. En outre, le groupe participe à l'émission musicale Kingdom: Legendary War à partir d'avril 2021, compétition aux côtés de cinq autres boys band. Le groupe termine troisième. Le 22 mai 2021, le groupe participe pour la quatrième fois à l'émission Immortal Songs, et décroche sa troisième victoire dans ce programme.
En juin 2021, Zero: Fever Part.2 est certifié double platinium par Gaon Music Chart avec plus de 500 000 albums vendus. Le 9 juillet 2021, KQ Entertainment annonce que San est testé positif au Covid-19 mais asymptomatique. Tous les membres (à l'exception de Mingi) suspendent leurs activités et restent isolés jusqu'au 23 juillet,. Le 19 juillet, l'agence annonce le retour de Mingi pour le prochain retour du groupe. Le 28 juillet 2021, Ateez dévoile son premier single japonais Dreamers, qui sert de générique de fin à la série animée Digimon Adventure:. Le 4 août, Ateez annonce la sortie d'un album collaboratif avec Kim Jong-kook intitulé Season Songs, avec comme single principal Be My Lover (바다 보러 갈래), sorti le 16 août,. Le 19 août, Ateez fait un featuring avec le groupe américain a cappella Pentatonix, sur le single A Little Space, dévoilé sur YouTube le lendemain.
Le 13 septembre 2021, Ateez révèle son septième EP, intitulé Zero: Fever Part.3, avec comme chansons phares Deja Vu et Eternal Sunshine. Le 10 décembre 2021, Ateez dévoile Zero: Fever Epilogue, avec comme chanson titre 멋 (The Real) (흥 : 興 Ver.). Cet EP marque la fin de la série Fever.

### DeBeyond: ZeroàThe World EP.Fin: Will(2022–2023)
Le 31 janvier 2022, le groupe dévoile le single promotionnel Don't Stop via le label Universe Music pour l'application mobile Universe. Le 3 février 2022, il est annoncé qu'Ateez participe au concert Global Spin Live au Grammy Museum à Los Angeles le 8 février. Le 1er juillet 2022, il est annoncé qu'un retour est prévu pour le 29 juillet 2022.
Le 22 août 2022, Ateez se produit à la KCON 2022 LA et est choisi pour interpréter la version LA de la chanson phare de la KCON 2022, Poppia. Le 8 septembre 2022, il est rapporté que Hongjoong et Yunho avaient été choisis comme DJ pour la saison 3 de Idol Radio de MBC Radio et que l'émission incorporerait les couleurs d'Ateez en adoptant un concept de « pirate de l'espace ». Le 9 septembre 2022, Ateez sort une bande originale pour le web drama Mimicus, intitulée Let's Get Together. Jongho sort ensuite sa première chanson solo, A Fairy Tale of Youth, pour l'émission de variétés TVING's Young Actor's Retreat le 16 septembre.
Ateez participe à plusieurs concerts communs en Asie en septembre et octobre, notamment Kpop Land 2022 à Jakarta, K-pop Masterz Ep.2 à Manille et Bangkok, KCON 2022 Saudi Arabia à Riyad, Powerful Daegu K-pop Concert Restart, et KCON 2022 Japan à Tokyo,,,,. Le 8 octobre, Ateez reçoit le Bonsang de l'artiste de l'année, ainsi que le prix du meilleur interprète lors des Fact Music Awards.
Ateez ouvre sa deuxième tournée mondiale de l'année, The Fellowship, Break the Wall, par deux concerts à guichets fermés à Séoul les 29 et 30 octobre,. Ils s'embarquent pour la partie nord-américaine, comprenant onze concerts à Oakland, Anaheim, Phoenix, Dallas, Chicago, Atlanta, Newark et Toronto. Ils clôturent la partie 2022 de la tournée avec deux spectacles à Chiba, au Japon,. KQ Fellaz 2, un boys band originaire du même label qu'Ateez, fait la première partie de tous les concerts, sauf celui au Canada. Le 26 novembre, Jongho sort la chanson Gravity pour la série JTBC Reborn Rich.
Le 30 novembre 2022, Ateez sort son troisième EP japonais, The World EP.Paradigm, comprenant le single principal Paradigm. Il se classe premier dans l'édition hebdomadaire de l'Oricon Albums Chart, ainsi que dans l'Oricon Weekly Combined Album Chart,. L'album se classe également premier dans le Billboard Japan Top Album Sales chart avec 124 584 exemplaires physiques vendus la première semaine, ce qui en fait le premier EP d'Ateez à se classer en tête de ces charts.
Après avoir terminé leurs promotions nationales pour Spin Off : From the Witness, Ateez fait la promotion de leur EP The World EP. Paradigm au Japon du 29 janvier au 3 février 2023. Le 10 février, le groupe entame la partie européenne de la tournée mondiale Fellowship : Break the Wall à Amsterdam, suivi de huit concerts à Berlin, Bruxelles, Londres, Madrid, Copenhague et Paris. Le 28 février 2023, Jongho sort la chanson Wind pour le drama TvN Our Blooming Youth. Le 8 mars 2023, Yeosang est annoncé comme l'un des animateurs de The Show pour une troisième année consécutive. Le 19 mars 2023, Ateez se produit à la KCON Thaïlande à l'IMPACT Arena. Le 22 mars 2023, le groupe sort Limitless, son deuxième album japonais, comprenant la chanson d'ouverture homonyme qu'il a enregistrée pour l'anime Duel Masters WIN.

### Dernières activités (depuis 2024)
Ateez commence l'année en ouvrant sa tournée mondiale Towards the Light : Will to Power à Séoul, en Corée du Sud. Les concerts à guichets fermés ont lieu les 27 et 28 janvier 2024 au Jamsil Indoor Stadium. La tournée se poursuit au Saitama Super Arena à Saitama, au Japon, les 3 et 4 février, à guichets fermés les deux jours.
Le 6 février 2024, Ateez est nommé premier artiste Kpop de l'année par le Record Store Day. Le 28 février 2024, Ateez sort son troisième single japonais Not Okay. Il débute à la deuxième place de l'Oricon Singles Daily Chart, à la première place du Recochoku Daily Album Chart, à la deuxième place du Billboard Japan Top Singles Sales Chart et à la quatrième place du Billboard Japan Hot 100 Chart.
Le 5 mars 2024, il est annoncé que Yeosang quitterait son poste de coanimateur de l'émission The Show de SBS MTV après trois ans. Le 28 mars, il est rapporté qu'Ateez ferait partie de la première exposition K-pop organisée par le Grammy Museum du 10 avril au 10 juin. Le 31 mars 2024, Ateez se produit à la KCON Hong Kong 2024.
Le 1er octobre 2024, Ateez sort leur quatrième single japonais Birthday, qui débute à la troisième place du Billboard Japan Top Singles Sales Chart et à la quatrième place du Billboard Japan Hot 100 Chart. Le 15 novembre 2024, Ateez sort Golden Hour : Part.2 pour leur single principal Ice on My Teeth. Cet album débute à la première place du Billboard 200 et du Billboard US World Albums.

## Membres

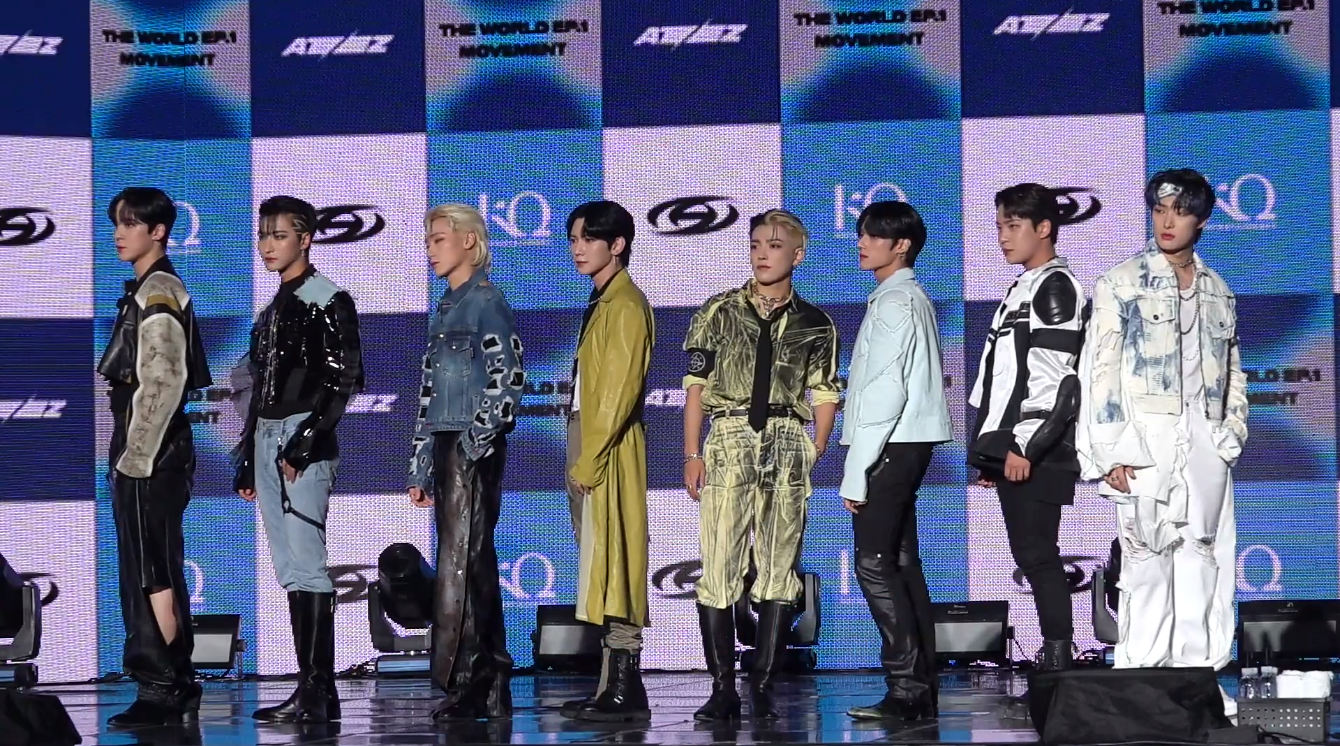
Le groupe en 2022.
De gauche à droite: Yunho, Seonghwa, San, Yeosang, Hongjoong, Wooyoung, Jongho, et Mingi.

| Nom de scène | Nom de scène | Nom de naissance | Nom de naissance | Date de naissance | Nationalité | Positions                                      |
| Romanisé     | Coréen       | Romanisé         | Coréen           | Date de naissance | Nationalité | Positions                                      |
| ------------ | ------------ | ---------------- | ---------------- | ----------------- | ----------- | ---------------------------------------------- |
| Seonghwa     | 성화         | Park Seong-hwa   | 박성화           | 3 avril 1998      | Sud-coréen  | Chanteur, visuel et hyung                      |
| Hongjoong    | 홍중         | Kim Hong-joong   | 김홍중           | 7 novembre 1998   | Sud-coréen  | Leader, rappeur, parolier et compositeur       |
| Yunho        | 윤호         | Jeong Yun-ho     | 정윤호           | 23 mars 1999      | Sud-coréen  | Danseur, chanteur, visuel, parolier, et acteur |
| Yeosang      | 여상         | Kang Yeo-sang    | 강여상           | 15 juin 1999      | Sud-coréen  | Danseur, chanteur et visuel                    |
| San          | 산           | Choi San         | 최산             | 10 juillet 1999   | Sud-coréen  | chanteur, danseur                              |
| Mingi        | 민기         | Song Min-gi      | 송민기           | 9 août 1999       | Sud-coréen  | rappeur, danseur et parolier                   |
| Wooyoung     | 우영         | Jung Woo-young   | 정우영           | 26 novembre 1999  | Sud-coréen  | Danseur,chanteur et visuel                     |
| Jongho       | 종호         | Choi Jong-ho     | 최종호           | 12 octobre 2000   | Sud-coréen  | Chanteur et maknae (le plus jeune)             |

## Discographie

### Albums coréens
| Année                                                                       | Titre                               | Détails                                                              | Classements | Classements | Classements | Classements | Classements | Classements | Ventes                                            |
| Année                                                                       | Titre                               | Détails                                                              | COR         | JAP         | ALL         | FRA         | GBR         | USA         | Ventes                                            |
| --------------------------------------------------------------------------- | ----------------------------------- | -------------------------------------------------------------------- | ----------- | ----------- | ----------- | ----------- | ----------- | ----------- | ------------------------------------------------- |
| 2018                                                                        | Treasure EP.1: All to Zero          | - Date de sortie : 24 octobre 2018 - Label : KQ Entertainment        | 7           | —           | —           | —           | —           | —           | - COR : plus de 110 000                           |
| 2019                                                                        | Treasure EP.2: Zero to One          | - Date de sortie : 15 janvier 2019 - Label : KQ Entertainment        | 6           | —           | —           | —           | —           | —           | - COR : plus de 134 000                           |
| 2019                                                                        | Treasure EP.3: One to All           | - Date de sortie : 10 juin 2019 - Label : KQ Entertainment           | 2           | 31          | —           | —           | —           | —           | - COR : plus de 221 000                           |
| 2019                                                                        | Treasure EP.Fin: All to Action      | - Date de sortie : 8 octobre 2019 - Label : KQ Entertainment, RCA    | 1           | —           | —           | —           | —           | —           | - COR : plus de 257 000                           |
| 2020                                                                        | Treasure Epilogue: Action to Answer | - Date de sortie : 6 janvier 2020 - Label : KQ Entertainment, RCA    | 1           | 37          | —           | —           | —           | —           | - COR : plus de 217 000                           |
| 2020                                                                        | Zero: Fever Part.1                  | - Date de sortie : 29 juillet 2020 - Label : KQ Entertainment, RCA   | 1           | 10          | —           | —           | —           | —           | - COR : plus de 409 000                           |
| 2021                                                                        | Zero: Fever Part.2                  | - Date de sortie : 1er mars 2021 - Label : KQ Entertainment, RCA     | 1           | 12          | —           | —           | —           | —           | - COR : plus de 514 000                           |
| 2021                                                                        | Zero: Fever Part.3                  | - Date de sortie : 13 septembre 2021 - Label : KQ Entertainment, RCA | 2           | 9           | —           | —           | —           | 42          | - COR : plus de 737 000                           |
| 2021                                                                        | Zero: Fever Epilogue                | - Date de sortie : 10 décembre 2021 - Label : KQ Entertainment, RCA  | 1           | 9           | —           | —           | —           | 73          | - COR : plus de 415 000                           |
| 2022                                                                        | The World EP.1: Movement            | - Date de sortie : 29 juillet 2022 - Label : KQ Entertainment, RCA   | 1           | 4           | —           | —           | —           | 3           | - COR : plus de 1 000 000 - USA : plus de 47 000  |
| 2022                                                                        | Spin Off: From the Witness          | - Date de sortie : 20 décembre 2022 - Label : KQ Entertainment, RCA  | 1           | —           | —           | —           | —           | 7           | - COR : plus de 480 000 - USA : plus de 54 000    |
| 2023                                                                        | The World EP.2: Outlaw              | - Date de sortie : 16 juin 2023 - Label : KQ Entertainment, RCA      | 1           | 1           | 34          | —           | 10          | 2           | - COR : plus de 1 500 000 - USA : plus de 144 000 |
| 2023                                                                        | The World EP.Fin: Will              | - Date de sortie : 1er décembre 2023 - Label : KQ Entertainment, RCA | 1           | 3           | 11          | 193         | 2           | 1           | - COR : plus de 1 780 000 - USA : plus de 218 000 |
| 2024                                                                        | Golden Hour: Part. 1                | - Date de sortie : 31 mai 2024 - Label : KQ Entertainment, RCA       | 1           | 1           | 6           | 4           | 4           | 2           | - COR : plus de 1 621 000 - USA : plus de 250 000 |
| 2024                                                                        | Golden Hour: Part. 2                | - Date de sortie : 15 novembre 2024 - Label : KQ Entertainment, RCA  | 1           | 3           | 6           | 5           | 4           | 1           | - COR : plus de 1 478 000 - USA : plus de 225 000 |
| 2025                                                                        | Golden Hour: Part. 3                | - Date de sortie : 13 juin 2025 - Label : KQ Entertainment, RCA      | 1           | —           | —           | —           | —           | 2           | À venir                                           |
| "—" indique que l'album ne s'est pas classé ou n'est pas sorti dans ce pays |                                     |                                                                      |             |             |             |             |             |             |                                                   |

### Albums japonais
| Année | Titre                            | Détails                                                       | Classement | Ventes               |
| Année | Titre                            | Détails                                                       | JAP        | Ventes               |
| ----- | -------------------------------- | ------------------------------------------------------------- | ---------- | -------------------- |
| 2019  | Treasure EP.Extra: Shift the Map | - Date de sortie : 4 décembre 2019 - Label : Nippon Columbia  | 12         | JAP : plus de 13 000 |
| 2020  | Treasure EP: Map To Answer       | - Date de sortie : 12 février 2020 - Label : Nippon Columbia  | 4          | JAP : plus de 18 000 |
| 2021  | Into the A to Z                  | - Date de sortie : 24 mars 2021 - Label : Nippon Columbia     | 7          | JAP : plus de 12 000 |
| 2022  | Beyond: Zero                     | - Date de sortie : 25 mai 2022 - Label : Nippon Columbia      | 2          | JAP : plus de 50 000 |
| 2022  | The World EP: Paradigm           | - Date de sortie : 30 novembre 2022 - Label : Nippon Columbia | 1          | JAP : plus de 85 000 |

### Singles
| Année                                                      | Titre                                   | Meilleures positions | Meilleures positions | Album                               |
| Année                                                      | Titre                                   | COR                  | USA World            | Album                               |
| ---------------------------------------------------------- | --------------------------------------- | -------------------- | -------------------- | ----------------------------------- |
| 2018                                                       | Treasure                                | —                    | —                    | Treasure EP.1: All to Zero          |
| 2019                                                       | Say My Name                             | —                    | 8                    | Treasure EP.2: Zero to One          |
| 2019                                                       | Wave                                    | —                    | 17                   | Treasure EP.3: One to All           |
| 2019                                                       | Wonderland                              | —                    | 6                    | Treasure EP.Fin: All to Action      |
| 2020                                                       | Answer                                  | —                    | 6                    | Treasure Epilogue: Action to Answer |
| 2020                                                       | Inception                               | —                    | 9                    | Zero: Fever Part.1                  |
| 2021                                                       | Fireworks (I'm The One) (불놀이야)      | 148                  | 6                    | Zero: Fever Part.2                  |
| 2021                                                       | Deja Vu                                 | 49                   | 4                    | Zero: Fever Part.3                  |
| 2021                                                       | The Real (Heung Ver.) (멋 (흥:興 Ver.)) | 149                  | 6                    | Zero: Fever Epilogue                |
| 2022                                                       | Guerrilla                               | 67                   | 5                    | The World EP.1: Movement            |
| 2022                                                       | Halazia                                 | 155                  | 2                    | Spin Off: From the Witness          |
| 2023                                                       | Bouncy (K-Hot Chilli Peppers)           | 33                   | 4                    | The World EP.2: Outlaw              |
| 2023                                                       | Crazy Form (미친 폼)                    | 33                   | 3                    | The World EP.Fin: Will              |
| 2024                                                       | Work                                    | 57                   | 1                    | Golden Hour: Part. 1                |
| 2024                                                       | Ice On My Teeth                         | 97                   | 3                    | Golden Hour: Part. 2                |
| 2025                                                       | Lemon Drop                              | —                    | 1                    | Golden Hour: Part. 3                |
| "—" indique que le single ne s'est pas classé dans ce pays |                                         |                      |                      |                                     |

## Distinctions
| Cérémonie                    | Année | Catégorie                                        | Nomination                      | Résultat   | Réf.    |
| ---------------------------- | ----- | ------------------------------------------------ | ------------------------------- | ---------- | ------- |
| Mubeat Awards                | 2019  | Meilleure chanson                                | Wonderland                      | Lauréat    | [ 118 ] |
| Genie Music Awards           | 2019  | Meilleur groupe masculin                         | Ateez                           | Nomination | [ 119 ] |
| Soribada Best K-Music Awards | 2019  | Performance Award                                | Ateez                           | Lauréat    | [ 120 ] |
| Soribada Best K-Music Awards | 2019  | Popularity Award - masculin                      | Ateez                           | Nomination | [ 121 ] |
| MTV Europe Music Awards      | 2019  | Meilleur groupe coréen                           | Ateez                           | Lauréat    | [ 122 ] |
| Mnet Asian Music Awards      | 2019  | Groupe de l'année                                | Ateez                           | Nomination | [ 123 ] |
| Mnet Asian Music Awards      | 2019  | Icône mondiale de l'année                        | Ateez                           | Nomination | [ 123 ] |
| Mnet Asian Music Awards      | 2019  | Meilleur nouveau groupe                          | Ateez                           | Nomination | [ 123 ] |
| Mnet Asian Music Awards      | 2019  | Worldwide Fans’ Choice Top 10                    | Ateez                           | Lauréat    | [ 124 ] |
| Golden Disc Awards           | 2020  | Next Generation                                  | Ateez                           | Lauréat    | [ 125 ] |
| Golden Disc Awards           | 2020  | Album Division Bonsang (Main Award)              | Zero : Fever Part.1             | Nomination | [ 126 ] |
| Golden Disc Awards           | 2020  | Popularity Award                                 | Ateez                           | Nomination | [ 126 ] |
| Mubeat Awards                | 2020  | Groupe de l'année                                | Ateez                           | Nomination | [ 127 ] |
| Mubeat Awards                | 2020  | Chanson de l'année                               | Inception                       | Nomination | [ 127 ] |
| Mubeat Awards                | 2020  | Meilleure performance de groupe                  | Inception                       | Nomination | [ 127 ] |
| Seoul Music Award            | 2020  | Rookie de l'année                                | Treasure EP.2 : Zero To One     | Nomination | [ 128 ] |
| Seoul Music Award            | 2020  | Popularity Award                                 | Treasure EP.2 : Zero To One     | Nomination | [ 128 ] |
| Seoul Music Award            | 2020  | K-Wave Award                                     | Treasure EP.2 : Zero To One     | Nomination | [ 128 ] |
| Asia Model Awards            | 2020  | Popular Star Award – Male Singer                 | Ateez                           | Lauréat    | [ 129 ] |
| Mnet Asian Music Awards      | 2020  | Décovuerte de l'année                            | Ateez                           | Lauréat    | [ 124 ] |
| Mnet Asian Music Awards      | 2020  | Worldwide Fans’ Choice Top 10                    | Ateez                           | Lauréat    | [ 124 ] |
| Mnet Asian Music Awards      | 2020  | Meilleure performance de dance – groupe masculin | Inception                       | Nomination | [ 130 ] |
| Mnet Asian Music Awards      | 2020  | Chanson de l'année                               | Inception                       | Nomination | [ 130 ] |
| The Fact Music Awards        | 2020  | Global Hottest Artist                            | Ateez                           | Lauréat    | [ 131 ] |
| Gaon Chart Music Awards      | 2021  | Rookie mondial de l'année                        | Ateez                           | Lauréat    | [ 132 ] |
| Seoul Music Awards           | 2021  | Main Award (Bonsang)                             | Zero: Fever Part.1              | Lauréat    | [ 133 ] |
| Seoul Music Awards           | 2021  | Popularity Award                                 | Zero: Fever Part.1              | Nomination | [ 134 ] |
| Seoul Music Awards           | 2021  | K-Wave Award                                     | Zero: Fever Part.1              | Nomination | [ 134 ] |
| The Fact Music Awards        | 2021  | Groupe de l'année (Bonsang)                      | Ateez                           | Lauréat    | [ 135 ] |
| Hanteo Music Awards          | 2021  | Initial Chodong Record Award                     | Ateez                           | Lauréat    | [ 136 ] |
| Hanteo Music Awards          | 2021  | Artist Award - groupe masculin                   | Ateez                           | Nomination | [ 137 ] |
| Hanteo Music Awards          | 2021  | WhosFandom Award                                 | Ateez                           | Nomination | [ 137 ] |
| Seoul Music Awards           | 2022  | Main Award (Bonsang)                             | ATEEZ                           | Lauréat    | [ 138 ] |
| Seoul Music Awards           | 2022  | Grand Prize (Daesang)                            | ATEEZ                           | Nomination | [ 139 ] |
| Forbes Music Awards          | 2022  | Le meilleur fandom                               | ATEEZ                           | Lauréat    |         |
| The Fact Music Awards        | 2022  | Meilleur performeur                              | ATEEZ                           | Lauréat    | [ 140 ] |
| The Fact Music Awards        | 2022  | Groupe de l'année (Bonsang)                      | ATEEZ                           | Lauréat    | [ 140 ] |
| K-Global Heart Dream Awards  | 2023  | K-Global Best World Tour Award                   | Ateez                           | Lauréat    | [ 141 ] |
| K-Global Heart Dream Awards  | 2023  | K-Global Bonsang (Main Prize)                    | Ateez                           | Lauréat    | [ 141 ] |
| The Fact Music Awards        | 2023  | Groupe de l'année (Bonsang)                      | Ateez                           | Lauréat    | [ 142 ] |
| Edaily Culture Awards        | 2023  | Top Excellence Award (Concert division)          | The Fellowship : Break The Wall | Lauréat    | [ 143 ] |
| Mnet Asian Music Awards      | 2023  | Performeur mondial préféré – groupe masculin     | Ateez                           | Lauréat    | [ 124 ] |
| Mnet Asian Music Awards      | 2023  | Worldwide Fans’ Choice Top 10                    | Ateez                           | Lauréat    | [ 124 ] |
| Golden Disc Awards           | 2024  | Meilleur album                                   | The World Ep.2 : Outlaw (Ateez) | Nomination | [ 144 ] |
| Golden Disc Awards           | 2024  | Chanson K-pop de l'année                         | Bouncy (K-Hot Chilli Peppers)   | Nomination |         |
| iHeartRadio Music Awards     | 2024  | Meilleure fanbase                                | Atiny/Ateez                     | Nomination | [ 145 ] |
| Hanteo Music Awards          | 2024  | Groupe de l'année                                | Ateez                           | Lauréat    | [ 146 ] |
| Hanteo Music Awards          | 2024  | Top Global Performer                             | Ateez                           | Lauréat    | [ 146 ] |